# SPIB
SPIB (англ. Spi-B transcription factor) – білок, який кодується однойменним геном, розташованим у людей на короткому плечі 19-ї хромосоми. Довжина поліпептидного ланцюга білка становить 262 амінокислот, а молекулярна маса — 28 819.
| 10         |  | 20         |  | 30         |  | 40         |  | 50         |
| ---------- |  | ---------- |  | ---------- |  | ---------- |  | ---------- |
| MLALEAAQLD |  | GPHFSCLYPD |  | GVFYDLDSCK |  | HSSYPDSEGA |  | PDSLWDWTVA |
| PPVPATPYEA |  | FDPAAAAFSH |  | PQAAQLCYEP |  | PTYSPAGNLE |  | LAPSLEAPGP |
| GLPAYPTENF |  | ASQTLVPPAY |  | APYPSPVLSE |  | EEDLPLDSPA |  | LEVSDSESDE |
| ALVAGPEGKG |  | SEAGTRKKLR |  | LYQFLLGLLT |  | RGDMRECVWW |  | VEPGAGVFQF |
| SSKHKELLAR |  | RWGQQKGNRK |  | RMTYQKLARA |  | LRNYAKTGEI |  | RKVKRKLTYQ |
| FDSALLPAVR |  | RA         |  |            |  |            |  |            |

A: Аланін

C: Цистеїн

D: Аспарагінова кислота

E: Глутамінова кислота

F: Фенілаланін

G: Гліцин

H: Гістидин

I: Ізолейцин

K: Лізин

L: Лейцин

M: Метіонін

N: Аспарагін

P: Пролін

Q: Глутамін

R: Аргінін

S: Серин

T: Треонін

V: Валін

W: Триптофан

Кодований геном білок за функцією належить до активаторів. 
Задіяний у таких біологічних процесах, як транскрипція, регуляція транскрипції, альтернативний сплайсинг. 
Білок має сайт для зв'язування з ДНК. 
Локалізований у цитоплазмі, ядрі.